# Il tempo passò
Il tempo passò è una canzone scritta da Luigi Tenco, con la musica di Gianfranco Reverberi il brano fu pubblicato nell'LP Luigi Tenco.

## Il significato del testo
Il testo del brano musicale è diviso in tre strofe, che coincidono con i tre tempi della vita: infanzia, gioventù, il sogno di vivere insieme per sempre con l'unica donna e ...su poche parole d'addio.
Il testo sottolinea il fatto che il tempo sia passato impietosamente, dall'infanzia alla maturità. Si ricordano i giochi dell'infanzia e il periodo della scuola, e dell'infinita fantasia che sognò chissà quali avventure. Trascorsero anche gli anni dei  candidi giovani amori, le poesie mai dette a nessuno... i piccoli grandi segreti.
Infine passò anche il tempo della maturità, la nascita di un vero amore per una donna che sembrava l'unica da sposare e rimanervi per tutta la vita; ma anche quell'amore finì miseramente scambiando appena qualche parola d'addio.

## Altre versioni
- 1996, Ada Montellanico, Enrico Rava nell'album L'altro Tenco.
- 2005, Enrico Pieranunzi, Ada Montellanico nell'album Danza di una ninfa (Storie di Tenco)